# Пепел
Пепел се нарича твърд негорим остатък от неорганични вещества, останал след пълното изгаряне на гориво от органичен произход (дърва, въглища, смазки и др.). Състои се главно от оксиди на силиций, алуминий и желязо. Прилага се за строителни разтвори, бетонни смеси, варо-пепелни тухли. Като тор се използва т.нар. дървесна пепел, получена от изгарянето само на дърва или дървен материал.